# Sécurité sociale en Finlande
Le système de Sécurité sociale en Finlande est sous la tutelle du ministère des Affaires sociales et de la Santé.
Des compagnies d'assurances privées gèrent l'assurance accidents du travail et maladies professionnelles.
En 2016, la Finlande se place 2e des pays de l'OCDE concernant le niveau de dépenses sociales en pourcentage du PIB, derrière la France.

## Aide à l'emploi
La durée maximale pour l'indemnisation chômage y est de 500 jours.